# Michaił Sztalenkow
Michaił Aleksiejewicz Sztalenkow, ros. Михаил Алексеевич Шталенков (ur. 20 października 1965 w Moskwie) – rosyjski hokeista, reprezentant Rosji, reprezentant ZSRR, WNP i Rosji, dwukrotny olimpijczyk, trener hokejowy.

## Kariera zawodnicza
- Dinamo Moskwa (1986–1992)
- Dinamo Moskwa (1889/1990, 1991/1992)
- Milwaukee Admirals (1992–1993)
- San Diego Gulls (1993–1994)
- Anaheim Ducks (1993–1998)
- Edmonton Oilers (1998–1999)
- Phoenix Coyotes (1999)
- Florida Panthers (1999–2000)
- Dinamo Moskwa (2000–2002)

Wychowanek Dinama Moskwa. Uczestniczył w turniejach Canada Cup 1991, zimowych igrzysk olimpijskich 1992 (WNP), 1998 (Rosja), mistrzostw świata w 1992, 1994, 1996, 2001 (Rosja) oraz Puchar Świata 1996.

## Kariera trenerska
- Dinamo Moskwa (2002-2010)
- OHK Dinamo (2010-2011)
- Mietałłurg Magnitogorsk (2011-2012)
- Witiaź Czechow (2012-2013)
- Witiaź Podolsk (2013-2018)

Po zakończeniu kariery został trenerem bramkarzy hokejowych. Od 2012 pracował w Witiaziu. W kwietniu 2018 odszedł ze sztabu tego zespołu.
W marcu 2012 medialnie nagłośniona sprawa jego rzekomego zaginięcia po opuszczeniu samolotu na lotnisku w Moskwie, co jednak nie zostało później potwierdzone, gdyż Sztalenkow odnalazł się.

## Sukcesy
Reprezentacyjne
- Złoty medal igrzysk olimpijskich: 1992 z WNP
- Srebrny medal igrzysk olimpijskich: 1998 z Rosją
- Brązowy medal mistrzostw świata: 1991 z ZSRR
- Złoty medal mistrzostw świata: 1990 z Rosją

Klubowe
- Srebrny medal mistrzostw ZSRR: 1987 z Dinamem Moskwa
- Brązowy medal mistrzostw ZSRR: 1988 z Dinamem Moskwa
- Złoty medal mistrzostw ZSRR: 1990, 1991, 1992 z Dinamem Moskwa
- Mistrzostwo dywizji IHL: 1993 z Milwaukee Admirals

Indywidualne
- Nagroda dla najlepszego pierwszoroczniaka sezonu ligi radzieckiej 1986/1987
- Hokej na lodzie na Zimowych Igrzyskach Olimpijskich 1992: pierwsze miejsce w klasyfikacji średniej goli straconych na mecz: 1,64
- Garry F. Longman Trophy - najlepszy pierwszoroczniak sezonu 1992/1993 IHL
- NHL (1999/2000): najlepszy bramkarz miesiąca - październik 1999

Wyróżnienia
- Zasłużony Mistrz Sportu ZSRR w hokeju na lodzie: 1992
- Rosyjska Galeria Hokejowej Sławy: 2014